# Cory Conacher
Cory Conacher, född 14 december 1989 i Burlington, är en kanadensisk professionell ishockeyspelare som spelar för Tampa Bay Lightning i National Hockey League (NHL). Han har tidigare spelat på NHL-nivå för Ottawa Senators, Buffalo Sabres och New York Islanders och på lägre nivåer för SC Bern i Nationalliga A (NLA), Rochester Americans, Milwaukee Admirals, Norfolk Admirals, Syracuse Crunch, Bridgeport Sound Tigers och Utica Comets i American Hockey League (AHL), Cincinnati Cyclones i ECHL och Canisius Golden Griffins (Canisius College) i National Collegiate Athletic Association (NCAA).
Conacher blev aldrig draftad av något lag.
Han är avlägsen släkting till Hockey Hall of Fame-medlemmarna Charlie Conacher, Lionel Conacher och Roy Conacher.

## Statistik
| 2005–2006   | Burlington Eagles Midget AAA | SCTA        | 48  | 30 | 33 | 63  | 30  | —  | — | —  | —  | —  |
| 2006–2007   | Burlington Cougars           | OPJHL       | 48  | 22 | 40 | 62  | 62  | —  | — | —  | —  | —  |
| 2007–2008   | Canisius Golden Griffins     | NCAA        | 20  | 7  | 10 | 17  | 24  | —  | — | —  | —  | —  |
| 2008–2009   | Canisius Golden Griffins     | NCAA        | 37  | 12 | 23 | 35  | 42  | —  | — | —  | —  | —  |
| 2009–2010   | Canisius Golden Griffins     | NCAA        | 35  | 20 | 33 | 53  | 36  | —  | — | —  | —  | —  |
| 2010–2011   | Canisius Golden Griffins     | NCAA        | 37  | 23 | 19 | 42  | 54  | —  | — | —  | —  | —  |
|             | Rochester Americans          | AHL         | 2   | 1  | 0  | 1   | 2   | —  | — | —  | —  | —  |
|             | Cincinnati Cyclones          | ECHL        | 3   | 5  | 2  | 7   | 0   | —  | — | —  | —  | —  |
|             | Milwaukee Admirals           | AHL         | 5   | 3  | 2  | 5   | 2   | 7  | 0 | 1  | 1  | 6  |
| 2011–2012   | Norfolk Admirals             | AHL         | 75  | 39 | 41 | 80  | 114 | 18 | 2 | 13 | 15 | 28 |
| 2012–2013   | Tampa Bay Lightning          | NHL         | 35  | 9  | 15 | 24  | 16  | —  | — | —  | —  | —  |
|             | Syracuse Crunch              | AHL         | 36  | 12 | 16 | 28  | 56  | —  | — | —  | —  | —  |
|             | Ottawa Senators              | NHL         | 12  | 2  | 3  | 5   | 4   | 8  | 3 | 0  | 3  | 31 |
| 2013–2014   | Ottawa Senators              | NHL         | 60  | 4  | 16 | 20  | 34  | —  | — | —  | —  | —  |
|             | Buffalo Sabres               | NHL         | 19  | 3  | 3  | 6   | 16  | —  | — | —  | —  | —  |
| 2014–2015   | New York Islanders           | NHL         | 15  | 1  | 2  | 3   | 14  | —  | — | —  | —  | —  |
|             | Bridgeport Sound Tigers      | AHL         | 28  | 5  | 18 | 23  | 30  | —  | — | —  | —  | —  |
|             | Utica Comets                 | AHL         | 20  | 7  | 9  | 16  | 22  | 23 | 5 | 3  | 8  | 28 |
| 2015–2016   | SC Bern                      | NLA         | 48  | 22 | 30 | 52  | 68  | 14 | 5 | 4  | 9  | 20 |
| NHL totalt  | NHL totalt                   | NHL totalt  | 141 | 19 | 39 | 58  | 84  | 8  | 3 | 0  | 3  | 31 |
| NLA totalt  | NLA totalt                   | NLA totalt  | 48  | 22 | 30 | 52  | 68  | 14 | 5 | 4  | 9  | 20 |
| AHL totalt  | AHL totalt                   | AHL totalt  | 166 | 67 | 86 | 153 | 226 | 48 | 7 | 17 | 24 | 62 |
| ECHL totalt | ECHL totalt                  | ECHL totalt | 3   | 5  | 2  | 7   | 6   | —  | — | —  | —  | —  |
| NCAA totalt | NCAA totalt                  | NCAA totalt | 129 | 62 | 85 | 147 | 156 | —  | — | —  | —  | —  |